# Wolf-Dieter Wichmann

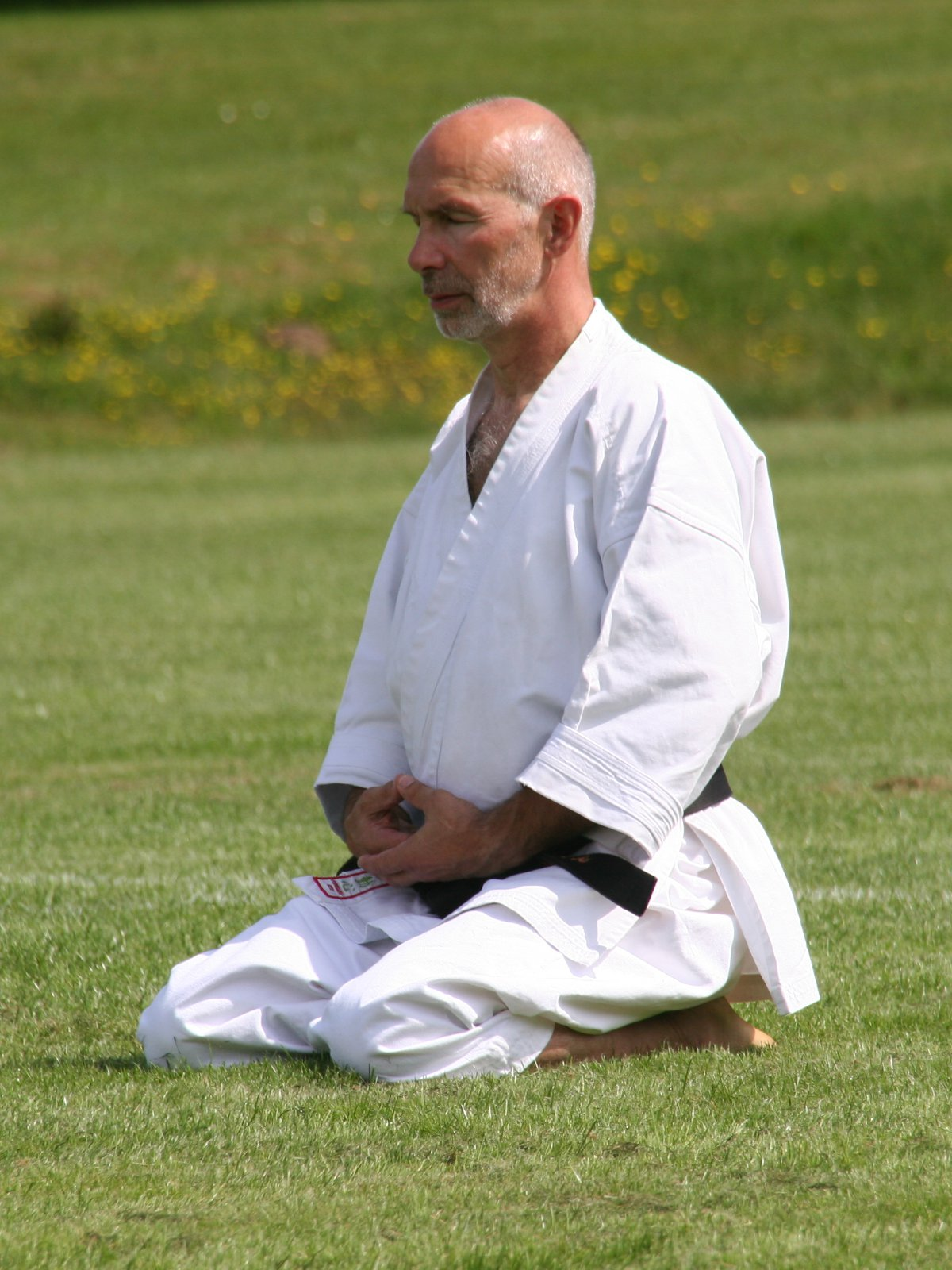
Wolf-Dieter Wichmann (2011)

Wolf-Dieter Wichmann (* 11. April 1948 in Marktredwitz) ist ein deutscher Budōlehrer. Er trägt den 9. Dan Karatedō, 5. Dan Kendō, 3. Dan Jūdō, 3. Dan Iaidō und den 1. Kyu Kyūdō. Er war 3-facher Vize-Weltmeister, 2-facher Europameister und Deutscher Meister im Karatedō.

## Werdegang
1966 begann Wichmann in Bad Godesberg mit dem Studium des Karatedō unter Günter Sick und Siggi Trapp. 1967 bestand er am Pädagogium Godesberg das Abitur. Ein Jahr später wurde er ins deutsche Nationalteam berufen, in dem er von 1975 bis 1980 Kapitän war. Von 1969 bis 1972 studierte er an der Sporthochschule in Köln. Er schloss als Diplom-Sportlehrer ab.
Seine Dan-Prüfungen legte er bei verschiedenen Lehrern ab:
1. Dan: Hirokazu Kanazawa (1970)
2. Dan: Hideo Ochi (1972)
3. Dan: Keigo Abe/Masataka Mori/Mikio Yahara (1975)
4. Dan: Nakayama Masatoshi (1980)
5. Dan: Hideo Ochi/Franz Bork/Günter Mohr (1989)
6. Dan: Taiji Kase (1996)
7. Dan: Taiji Kase (2002)
8. Dan: Fritz Nöpel/Rob Zwartjes/Shuzo Imai/Uli Heckhuis (2011)

Wichmann war auch des Öfteren im Fernsehen zu sehen. In der Sendung "Sport 3" des NDR zeigte er einen Bruchtest, bei dem ein Splitter den als Gast geladenen Günter Netzer traf, welcher daraufhin sein Wasserglas verschüttete. Im Jahre 2001 hatte Wichmann einen kurzen Auftritt als Karatelehrer in der Fernsehreihe Tatort. 2015 trat er als Kandidat in der NDR-Quizshow Leuchte des Nordens auf. Derzeit lebt er in Bremen und betreibt dort ein eigenes Dōjō. Darüber hinaus werden bundesweit Lehrgänge veranstaltet, bei denen er Karate unterrichtet. Zu den Besonderheiten zählen dabei etwa ein Lehrgang in Eckernförde (erstreckt sich über zwei Wochen) und ein Lehrgang auf der Wewelsburg (umfasst neben Karate auch Zazen und Go). Am 4. Juni 2016 wurde er vom DKV mit der Ehrennadel in Platin für seine Verdienste um den DKV und das Karate ausgezeichnet.

## Shōtōkan Fudōshin-Ryū
Ostern 2002 gründete er die Karatedo-Stilrichtung Shōtōkan Fudōshin-Ryū, die sich zum Ziel gesetzt hat, das ursprüngliche Shōtōkan-Karatedō im DKV wiederzubeleben.
Ein wesentlicher Aspekt der Stilrichtung ist die präzise Ausführung von Grundtechniken, denen Vorrang vor komplizierten Kombinationen eingeräumt wird. Um auch bei Anwendung mit einem Partner die gewünschte Präzision zu erhalten und das Abstandsgefühl zu stärken, wird im Jiyu-Kumite auf eine Abwehr im Chudan-Bereich verzichtet. Die Verteidiger werden dadurch zusätzlich dazu angehalten, eher durch Ausweichen denn primär durch Techniken einem Angriff zu begegnen.
Mangels genügend Mitgliedern wurde das Shōtōkan Fudōshin-Ryū innerhalb des Deutschen Karate Verbands dem Stiloffenen Karate zugeordnet. Ende 2011 wurde beschlossen, sich dem Japan Karate Dentokai Shoto-Ha anzuschließen und dort eine eigene Untergruppe zu bilden.